# ایواکورا تومومی
ایواکورا تومومی (به ژاپنی: 岩倉 具視 Iwakura Tomomi) (زاده ۲۶ اکتبر ۱۸۲۵ - درگذشته ۲۰ ژوئیه ۱۸۸۳)، سیاستمدار و وزیر دولت‌های دوران باکوماتسو و میجی بود. ایواکورا از چهره‌های برجسته و مؤثر در اصلاحات میجی بود. او با میانجیگری بین دربار امپراتوری و نیروهای ضد حکومت توکوگاوا، در پیش‌برد اصلاحات میجی نقش مهم داشت.
او در سال ۱۸۲۵ (بونسی ۸) متولد شد. او پسر دوم هوریکاوا یاسوچیکا، اشراف‌زادهٔ دون‌پایهٔ دربار بود و در سن ۱۴ سالگی توسط ایواکورا تومویاسو به فرزندی پذیرفته شد. از همان کودکی، او را کودکی بااستعداد می‌دانستند و بسیار مورد احترام بود، اما در دنیای اشراف، ارتباطات و پیوندها هستند که اهمیت دارند. او مدت زیادی در بدبختی زندگی کرد. نقطه عطف زمانی فرا رسید که ۳۰ ساله بود.
ایواکورا همچنین در دولت تازه تأسیس میجی نقش کلیدی داشت. او رهبری هیئت اعزامی ایواکورا را به عهده داشت که برای هجده ماه در ایالات متحده و اروپا به بررسی پیشرفت‌های کشورهای غربی می‌پرداخت.

## اوایل زندگی
ایواکورا در کیوتو به دنیا آمد. پدر او هوریکاوا یاسوچیکا یک اشراف‌زاده و درباری پایین رتبه بود. همچنین مادر او از خویشاوندان امپراتور نینکو و نوادگان امپراتور موراکامی بود. نام دوران کودکی او «کانه‌مارو» بود، اما چون ظاهر و رفتارش مشابه دیگر اشراف‌زادگان نبود، فرزندان اشرافی او را «ایواکیچی» صدا می‌کردند که معمولاً نام رعیتی محسوب می‌شد.
فوسه‌هارا نوبوهارو محقق کنفسیوس‌گرایی دربار از دوران کودکی به کانمارو اصول کنفسیوس‌گرایی را آموخت. گفته می‌شود که فوسهارا، «کانه‌مارو» را «فردی با توانایی‌های عالی» توصیف می‌کرد و به همین دلیل به ایواکورا تومویاسو پیشنهاد کرد که کانمارو را به فرزندخواندگی بپذیرد. این کار انجام شد و کانمارو نام خود را به ایواکورا تومومی تغییر داد. پس از آن به تومومی لقب اعطا شد و رتبه بالاتری در دربار پیدا کرد.
با اینحال خانواده ایواکورا، خاندان نوپایی محسوب می‌شد و به همین دلیل از مرتبه پایین‌تری برخوردار بود.همچنین خاندان ایواکورا تجارت خانوادگی خاصی نداشت و ثروتی به مراتب کمتر از سایر خاندان‌های درباری داشت.

## ایواکورا تومومی

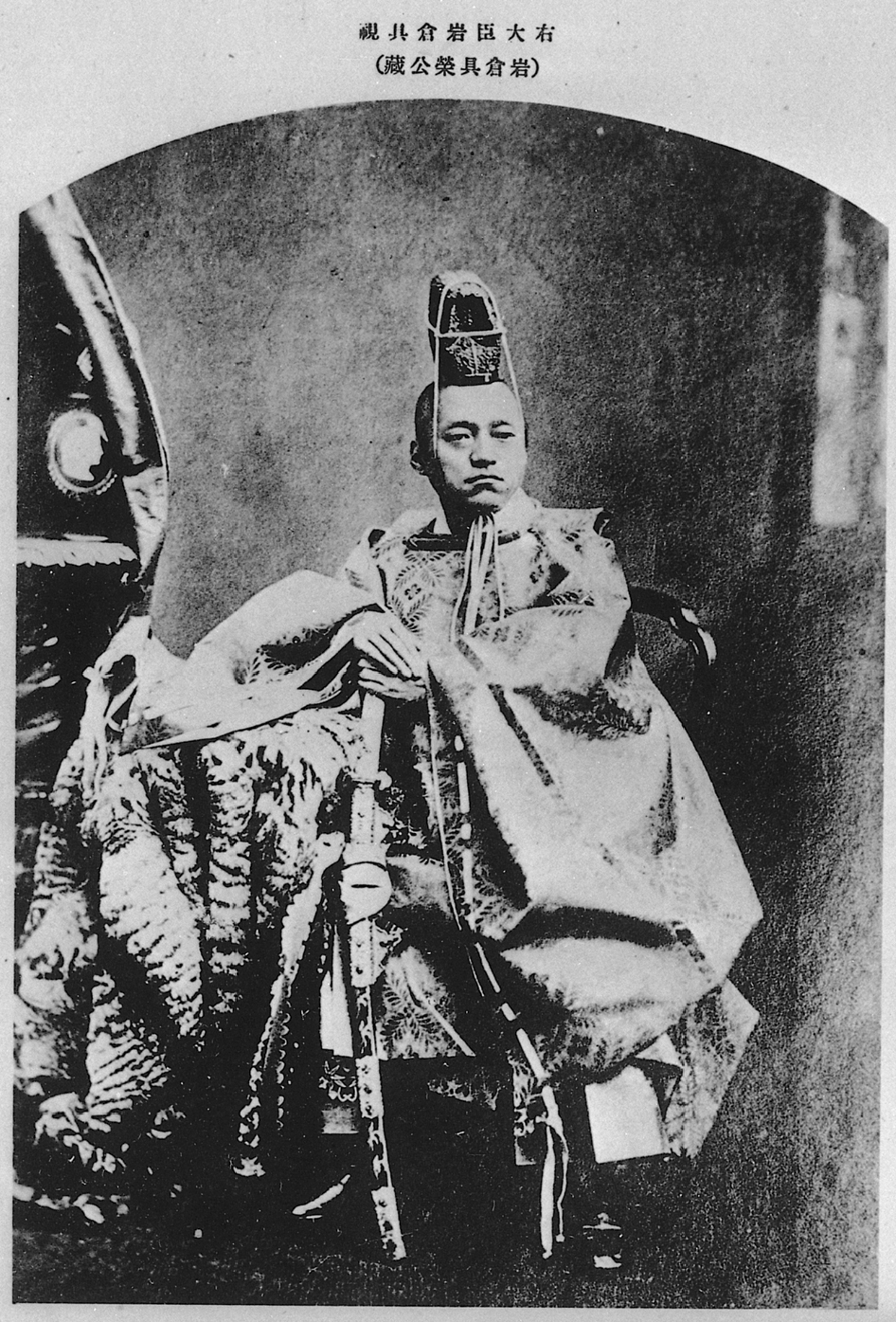

ایواکورا تومومی در سال ۱۸۵۳ با تاکاتسوکاسا ماسامیچی نایب السلطنه و مشاور امپراتور ارتباط برقرار کرد. ایواکورا نظر خود را به صورت کتبی مبنی بر ایجاد اصلاحات در دربار امپراتوری به ماسامیچی ارائه و از شایسته پروری حمایت کرد. جامعه اشرافی قوانین سختگیرانه در زمینه موقعیت اجتماعی داشت و ارتقا و اکتساب مقام رسمی صرفاً بر اساس مرتبه خانوادگی تعیین می‌شد و اشراف پایین رتبه درباری به سختی به مراسمات دربار دعوت می‌شدند. ماسامیچی پاسخ آنی نداد اما در نهایت با درخواست ایواکورا موافقت کرد.
او رابطه خود را با ناکایاما تادایاسو، که بسیار مورد اعتماد امپراتور کومی بود، عمیق‌تر کرد و به تدریج در دربار امپراتوری برجسته شد.

### حادثه دادخواست هشتاد و هشت درباری
پس از اردوکشی ناخدا پری، حکومت توکوگاوا تصمیم گرفت که به‌طور رسمی به انزوا ژاپن پایان دهد و کشور را به روی خارجی‌ها باز کند؛ تصمیمی که بیشتر درباریان، از جمله ایواکورا با آن مخالف بودند.
اولین باری که او مهارت‌های تاکتیکی خود را به نمایش گذاشت در سال ۱۸۵۸ (دوره آنسی ۵) بود، زمانی که شوگون‌سالاری ادو به دنبال تأیید امپراتوری برای پیمان دوستی و تجارت بین ایالات متحده و ژاپن بود و مشاور ارشد، هوتا ماسایوشی، از دربار امپراتوری بازدید کرد. ایواکورا تومومی یک جنبش مخالفت شدید را آغاز کرد و با وجود اینکه صرفاً یک پیشکار بود، ۸۸ نفر از اشراف را گرد هم آورد و یک راهپیمایی اعتراضی به سمت دربار امپراتوری ترتیب داد. او طراح اصلی حادثه‌ای بود که به «حادثه دادخواست هشتاد و هشت درباری» معروف شد. این حادثه باعث شد امپراتور کومی مخالفت خود را با انعقاد معاهده‌ها آشکار کند و پس از آن دربار امپراتوری معاهدات با سایر کشورها را کاملاً رد کرد.

### پس ازاتحاد دربار امپراتوری و شوگون‌سالاری
شوگون‌سالاری ادو قصد داشت دربار امپراتوری و شوگون‌سالاری را متحد کند تا شکاف موجود با دربار امپراتوری را پر کند. در سال ۱۸۶۱ (اولین سال بونکیو)، آنها ازدواجی را بین خواهر کوچکتر امپراتور کومه ای، پرنسس کازونومیا، و چهاردهمین شوگون، توکوگاوا ایه‌موچی، برنامه‌ریزی کردند. در آن زمان، اکثر دربار امپراتوری با این ازدواج مخالف بودند، زیرا شاهدخت چیکاکو، شاهدخت کازو از قبل نامزد کرده بود. با این حال، ایواکورا تومومی معتقد بود که ازدواج با پرنسس کازونومیا برای احیای قدرت امپراتوری مفید خواهد بود، بنابراین دادخواستی به امپراتور کومی ارائه داد. او نه تنها باعث وقوع این ازدواج شد، بلکه موفق شد شوگون‌سالاری را مجبور به قبول شرایط سختگیرانه‌ای برای آن کند. او به همراه پرنسس کازونومیا به ادو رفت و حتی شوگون‌سالاری را وادار به امضای تعهدی کرد که «این ازدواج تلاشی از سوی شوگون‌سالاری برای گروگان‌گیری از دربار امپراتوری نبوده است»، و بدین ترتیب مواضع شوگون‌سالاری و دربار امپراتوری را معکوس کرد. با افزایش قدرت جناح طرفدار امپراتوری و ضد خارجی، که حول قلمرو چوشو متمرکز بود، در کیوتو، زندگی ایواکورا تومومی مورد حمله قرار گرفت، زیرا او به عنوان فردی که برای اتحاد دربار امپراتوری و شوگون‌سالاری تلاش کرده بود، دیده می‌شد. جنبش‌هایی برای طرد ایواکورا تومومی در دربار امپراتوری شدت گرفت و در سال ۱۸۶۲ (دوره بونکیو ۲)، او از سمت خود استعفا داد و راهب شد. او به روستای ایواکورا (بخش ساکیو امروزی، شهر کیوتو) در حومه کیوتو نقل مکان کرد و مجبور شد حدود پنج سال در انزوا زندگی کند.

### رهبری کودتا درجلسه کوگوشو

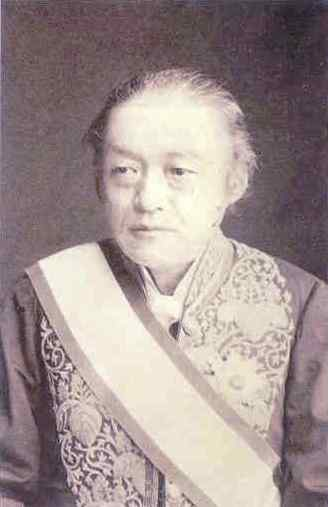
تصویر

حتی در دوران انزوا، ایواکورا تومومی روابط نزدیکی با سامورایی‌های قلمرو ساتسوما داشت، گاهی سیاست‌ها را به آنها پیشنهاد می‌داد و گاهی استراتژی‌ها را به آنها منتقل می‌کرد. او متوجه شد که هدف اصلی‌اش برای بازگرداندن قدرت امپراتوری از طریق اتحاد ارتش و دربار دشوار است و به تدریج با سرنگونی شوگون‌سالاری، شروع به هدف قرار دادن بازگرداندن سلطنت کرد.
پیشینه این امر، اتحاد ساتسوما-چوشو بود که در سال ۱۸۶۶ (دوره کیئو ۲) منعقد شد و مرگ امپراتور کومی، که طرفدار اتحاد دربار امپراتوری و شوگون‌سالاری بود. در سال ۱۸۶۷ (دوره کیئو ۳)، هنگامی که امپراتور میجی به تخت سلطنت نشست و پانزدهمین شوگون، توکوگاوا یوشینوبو، حکومت امپراتوری را احیا کرد، ایواکورا تومومی سرانجام مورد عفو قرار گرفت و به سیاست بازگشت.
احیای حکومت امپراتوری، سنگ بنایی برای توکوگاوا یوشینوبو بود تا دولتی جدید به رهبری خانواده توکوگاوا ایجاد کند، اما ایواکورا تومومی از قبل در پشت صحنه فعالیت می‌کرد. درست زمانی که دربار امپراتوری جلسه‌ای از اربابان فئودال تشکیل داد تا سیاست تصمیم‌گیری در مورد یک سیستم جدید از طریق اجماع را تعیین کند، ایواکورا با اوکوبو توشیمیچی و دیگران برای برنامه‌ریزی یک کودتا همکاری کرد. او قصد داشت به تنهایی جلسه‌ای از اربابان فئودال برگزار کند، شوگون‌سالاری را لغو کند و توکوگاوا یوشینوبو را از صحنه سیاسی حذف کند.

### خانواده توکوگاوا تنها از طریق یک استراتژی از دولت جدید برکنار شدند.

رهبران هیئت اعزامی ایواکورا عکسبرداری شده در لندن در سال ۱۸۷۲:(از چپ به راست) کیدو تاکایوشی، یاماگوچی ماسوکا، ایواکورا تومومی، ایتو هیروبومی، اوکوبو توشیمیچی

در سال ۱۸۶۷ (دوره کیئو ۳)، هنگامی که کاخ امپراتوری توسط سربازانی از قلمرو ساتسوما، چوشو و توسا تحت هدایت ایواکورا تومومی محاصره شده بود، امپراتور میجی ظاهر شد و جلسه کوگوشو را برگزار کرد. این سند امپراتوری به‌طور مشترک توسط ایواکورا تومومی و محقق ادبیات ژاپنی، تاماماتسو میسائو، نوشته شد.
این سند به وضوح لغو شوگون‌سالاری را بیان می‌کرد. با شنیدن این موضوع، یامائوچی یودو از خاندان توسا اعتراض کرد. او به توکوگاوا یوشینوبو توصیه کرده بود که قدرت را به امپراتور بازگرداند تا دولتی جدید به رهبری خاندان توکوگاوا تشکیل شود. او با عصبانیت از غیبت توکوگاوا یوشینوبو انتقاد کرد و بحث داغ شد.
با این حال، وقتی یامائوچی تویوشیگه با عصبانیت گفت: «احتمالاً این توطئه‌ای از سوی چند اشراف‌زاده است، شاید برای تسلط بر کشور با حمایت از امپراتور جوان…»، ایواکورا تومومی فرصت را غنیمت شمرد و گفت: «امپراتور، حاکم بزرگی است که مانند هیچ حاکم دیگری نیست. هیچ کدام از اتفاقی که امروز می‌افتد، بر اساس اراده امپراتور نیست.» این موضوع فضا را کاملاً تغییر داد. جلسه همان‌طور که ایواکورا تومومی در نظر داشت، پیش رفت و در نهایت خانواده توکوگاوا به‌طور کامل از دولت جدید کنار گذاشته شدند.
نیروهای سابق شوگون‌سالاری، که به دلیل فراخوان بزرگ برای احیای حکومت امپراتوری در موقعیت دشواری قرار گرفته بودند، در قلعه اوساکا جمع شدند و با حدود ۱۵٬۰۰۰ سرباز شروع به راهپیمایی به سمت کیوتو کردند. آنها با نیروهای دولتی جدید در جاده‌های توبا-کایدو و فوشیمی-کایدو درگیر شدند و نبرد توبا-فوشیمی درگرفت که در آن شینسنگومی نیز شرکت داشت.
در ابتدا، نبرد به‌طور متناوب ادامه داشت، اما ناگهان، هنگامی که نیروهای دولتی جدید پرچم نیشیکینومی (یا کینسن نو گوکی/پرچم امپراتوری نیشیکی/پرچم امپراتوری) را برافراشتند، نیروهای سابق شوگون‌سالاری اراده خود را برای جنگیدن از دست دادند و فرار کردند. پرچم نیشیکینومی از زمان‌های قدیم یک پرچم نمادین بوده است که ارتش امپراتور را نشان می‌دهد. نیروهای سابق شوگون‌سالاری، از ترس اینکه به عنوان دشمن دربار امپراتوری شناخته شوند، مجبور به عقب‌نشینی شدند و نیروهای دولتی جدید در نبرد توبا-فوشیمی پیروز شدند.
با این حال، این پرچم امپراتوری نیشیکی یکی از نقشه‌های ایواکورا تومومی بود. پرچم واقعی امپراتوری نیشیکی صدها سال استفاده نشده بود، بنابراین حتی اگر بدون اجازه ساخته می‌شد، هیچ‌کس نمی‌توانست بین پرچم واقعی و جعلی تمایز قائل شود؛ بنابراین ایواکورا تومومی با اوکوبو توشیمیچی و دیگران توطئه کرد و به تاماماتسو میسائو دستور داد تا مخفیانه پرچمی بسازد. با برافراشتن آن در بحبوحه یک نبرد شدید، موفق شد کاری کند که دشمن اراده خود را برای جنگیدن از دست بدهد. اتفاقاً، این پرچم زمانی ساخته شد که او در انزوا زندگی می‌کرد. این نشان می‌دهد که همه چیز طبق محاسبه‌های ایواکورا تومومی پیش رفته است، از برکناری شوگون‌ها گرفته تا تأسیس دولت جدید و استفاده از زور.

### به عنوان رهبر اصلاحات میجی
ایواکورا تومومی، که سهم بزرگی در تأسیس دولت جدید داشت، همچنین یکی از رهبران دولت میجی بود و به‌طور متوالی به عنوان مشاور، عضو شورا، وزیر ارشد، وزیر حقوق و غیره خدمت کرد. در سال ۱۸۷۱ (میجی ۴)، او به عنوان سفیر فوق‌العاده و تام‌الاختیار از اروپا و ایالات متحده بازدید کرد و در تأسیس راه‌آهن داخلی نقش داشت.
او همچنین سیاست تدوین قانون اساسی را تثبیت کرد و برای محافظت از خانواده امپراتوری و اشراف سخت کوشید. او تا زمان مرگش بر اثر بیماری در سال ۱۸۸۳ (۱۶ میجی) به مشارکت در نوسازی ژاپن ادامه داد. او در زمان مرگ ۵۹ سال داشت. ایتو هیروبومی، که به عنوان اولین نخست‌وزیر خدمت کرد، در مورد ایواکورا تومومی گفت: «او مردی با هوش، عزم، شجاعت و سخنوری واقعاً صریح بود. او مردی بود که می‌توانست به وضوح مزایا و معایب چیزها را ببیند.»